# Katholieke Kerk in Benin

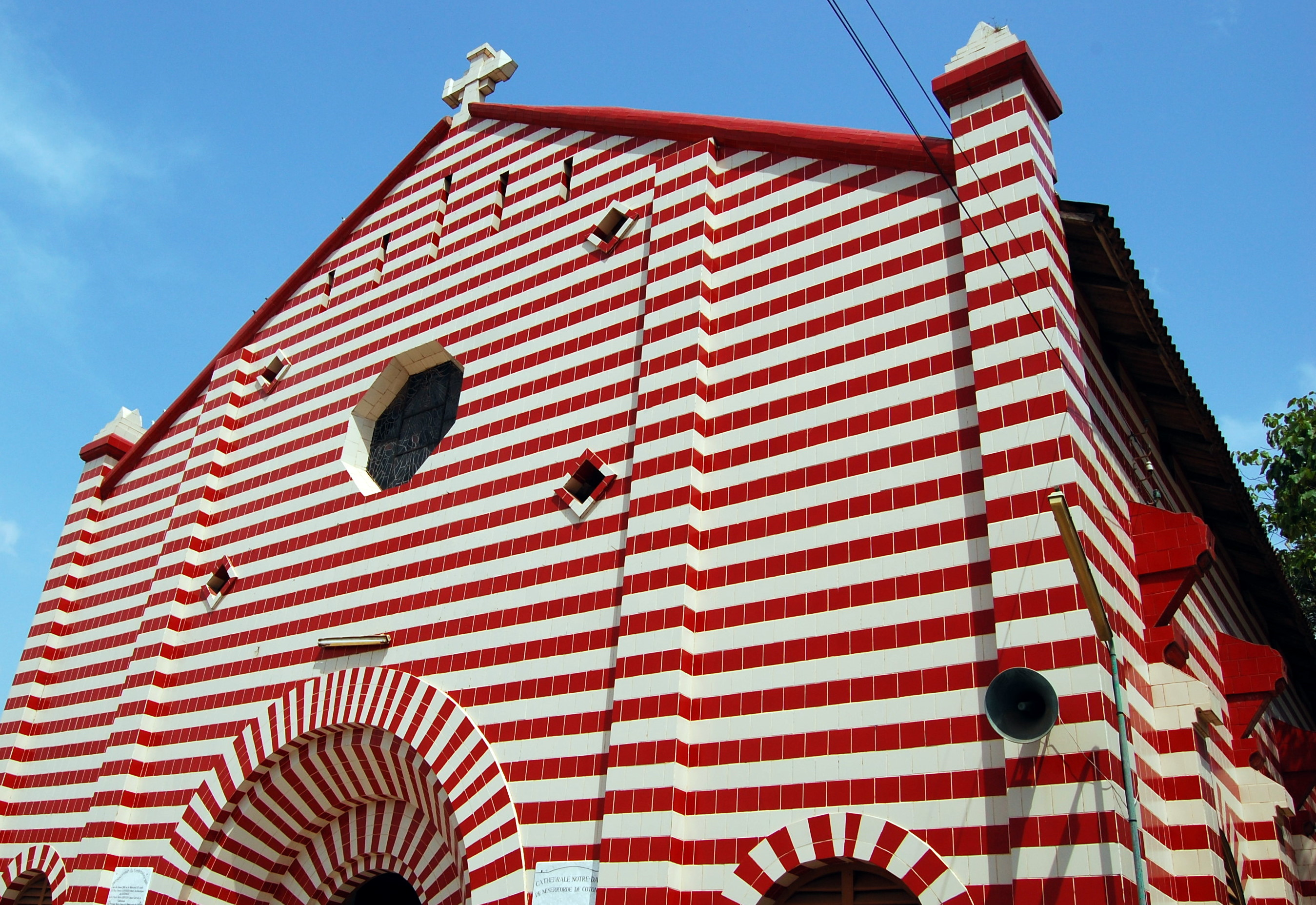
Kathedraal van Cotonou

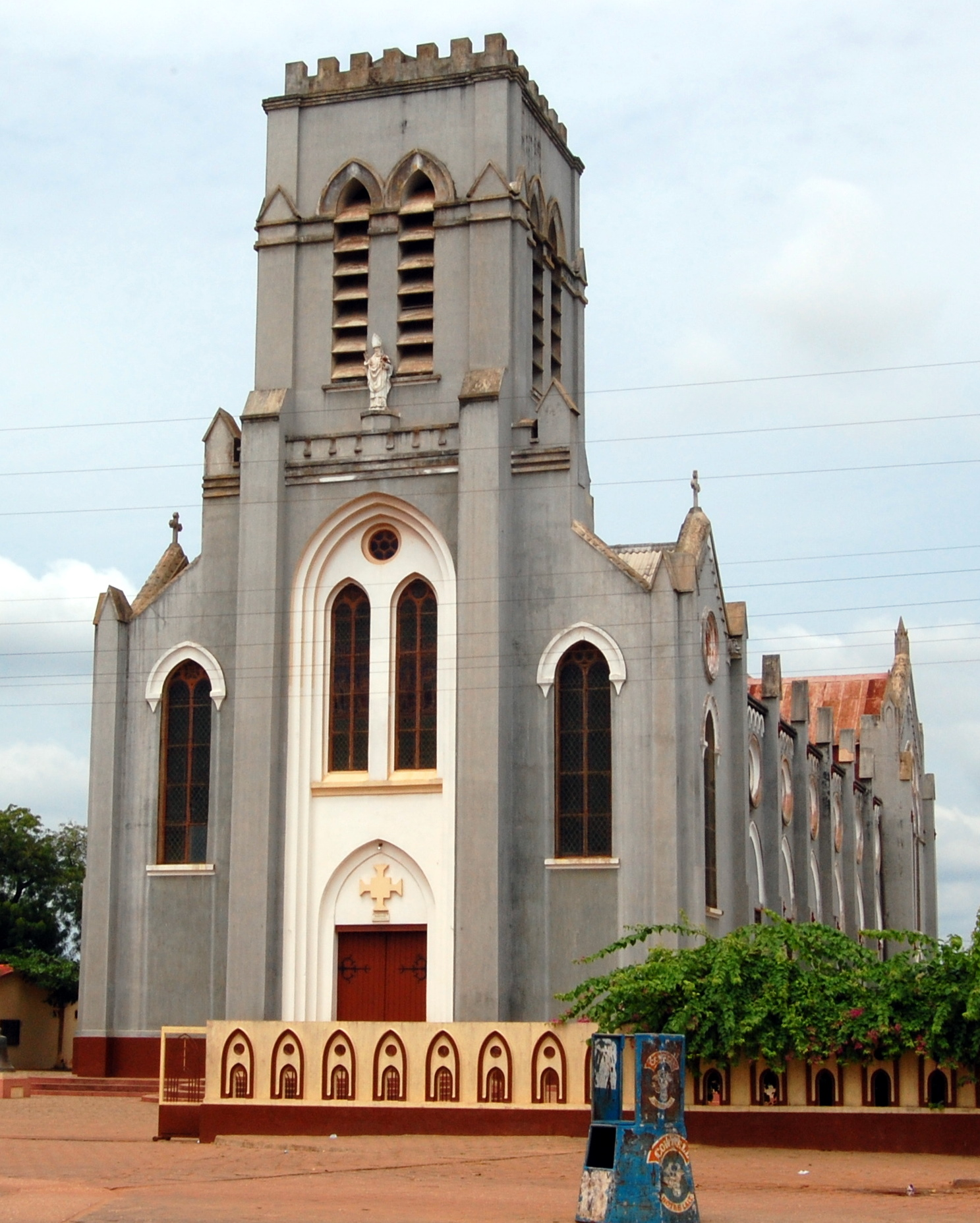
Basiliek van Ouidah

De Katholieke Kerk in Benin is een onderdeel van de wereldwijde Rooms-Katholieke Kerk, onder het geestelijk leiderschap van de paus en de curie in Rome.
In 2005 waren ongeveer 1.587.000 (24%) van de 6.600.000 inwoners van Benin lid van de Katholieke Kerk. Het land bestaat uit 10 bisdommen verdeeld over 2 kerkprovincies.
De bisschoppen zijn lid van de bisschoppenconferentie van Benin (Conférence Episcopale du Bénin). Sinds 2006 is Antoine Ganyé, aartsbisschop van Cotonou, president van de bisschoppenconferentie. Verder is men lid van de Conférences Episcopales Régionale de l’Afrique de l’Ouest Francophone en de Symposium des Conférences Episcoaples d’Afrique et de Madagascar.
Het apostolisch nuntiusschap voor Benin is sinds 9 juli 2024 vacant.

## Geografische verdeling
Volgens de volkstelling van 2013 is ruim een kwart van de bevolking van Benin aanhanger van de Katholieke Kerk. Het percentage katholieken varieert van minder dan 6% in Donga tot meer dan de helft van de bevolking in Littoral. 
| Departement | Inw. (2013) | Aandeel katholieken (%) |
| ----------- | ----------- | ----------------------- |
| Littoral    | 679.012     | 51,2%                   |
| Atlantique  | 1.398.229   | 39,3%                   |
| Collines    | 717.477     | 37,2%                   |
| Ouémé       | 1.100.404   | 34,6%                   |
| Zou         | 851.580     | 26,6%                   |
| Plateau     | 622.372     | 24,6%                   |
| Atacora     | 772.262     | 20,7%                   |
| Mono        | 497.243     | 20,6%                   |
| Borgou      | 1.214.249   | 15,0%                   |
| Couffo      | 745.328     | 11,9%                   |
| Alibori     | 867.463     | 8,6%                    |
| Donga       | 543.130     | 5,9%                    |
| Benin       | 10.008.749  | 25,5%                   |

## Geschiedenis
Op 19 april 1861 kwamen twee paters van de Sociëteit voor Afrikaanse Missiën aan in Ouidah in het koninkrijk Dahomey. De missie verliep moeizaam. Glélé, koning van Dahomey tussen 1858 en 1889, verzette zich tegen de evangelisatie. Ook tropische ziekten eisten hun tol. Pas vanaf 1895 drongen de eerste katholieke missionarissen door tot in het binnenland. De Eerste Wereldoorlog zorgde ervoor dat een deel van de missionarissen naar Europa terugreisde. In 1928 werd  met Thomas Mouléro de eerste inlandse priester gewijd. In 1948 werd de apostolische prefectuur Parakou opgericht van waaruit de missie in het noorden van het land werd geleid. Hier was een sterke aanwezigheid van de islam en waren ook al protestantse zendelingen actief.

## Bisdommen

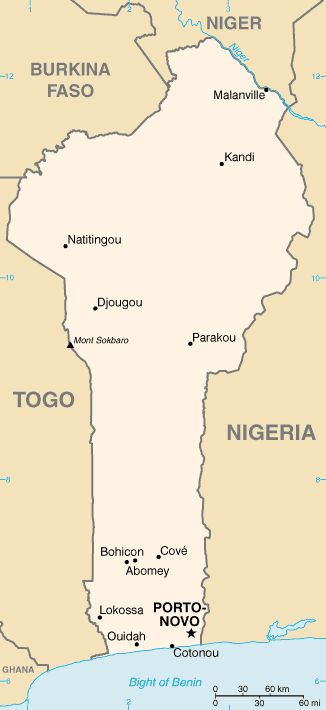
Kaart van Benin

| - Aartsbisdom - Bisdom |

- Cotonou
  - Abomey
  - Dassa-Zoumé
  - Lokossa
  - Porto Novo
- Parakou
  - Djougou
  - Kandi
  - Natitingou
  - N'Dali

Kerkprovincie Cotonou
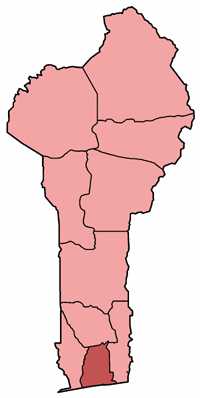
Aartsbisdom Cotonou
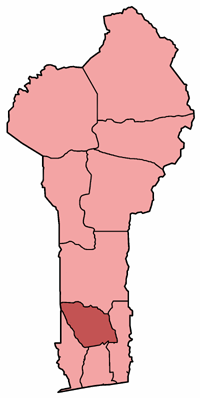
Bisdom Abomey
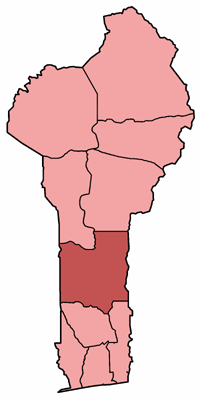
Bisdom Dassa-Zoumé
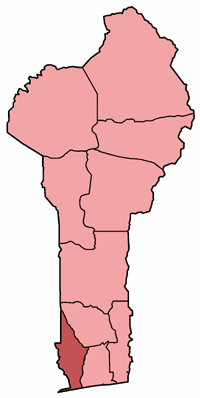
Bisdom Lokossa
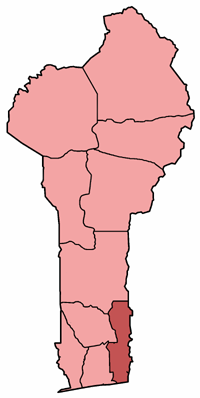
Bisdom Porto Novo

Kerkprovincie Parakou
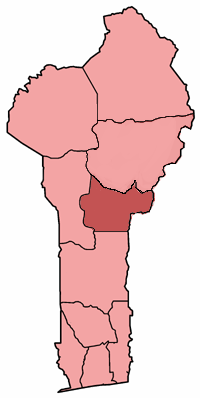
Aartsbisdom Parakou
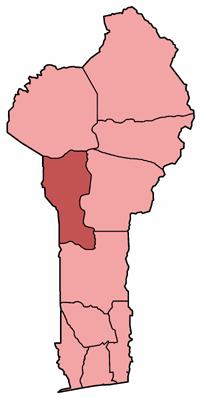
Bisdom Djougou
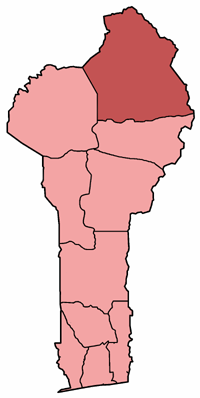
Bisdom Kandi
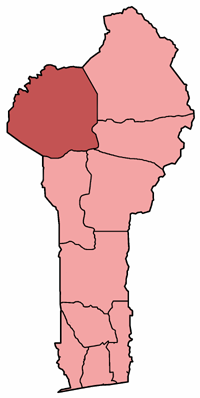
Bisdom Natitingou
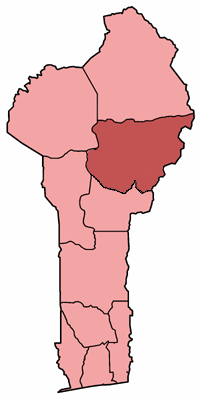
Bisdom N'Dali

## Nuntius
- Apostolisch pro-nuntius
  - Aartsbisschop Giovanni Mariani (1972 – 17 oktober 1973)
  - Aartsbisschop Bruno Wüstenberg (19 december 1973 – 17 januari 1979)
  - Aartsbisschop Giuseppe Ferraioli (25 augustus 1979 – 21 juli 1981)
  - Aartsbisschop Ivan Dias (8 mei 1982 – 20 juni 1987, later kardinaal)
  - Aartsbisschop Giuseppe Bertello (17 oktober 1987 – 12 januari 1991)
- Apostolisch nuntius
  - Aartsbisschop Abraham Kattumana (8 mei 1991 – 1992)
  - Aartsbisschop André Dupuy (6 april 1993 – 17 november 1999)
  - Aartsbisschop Pierre Nguyễn Văn Tốt (25 november 2002 – 24 augustus 2005)
  - Aartsbisschop Michael August Blume (24 augustus 2005 – 2 februari 2013)
  - Aartsbisschop Brian Udaigwe (8 april 2013 – 13 juni 2020)
  - Aartsbisschop Mark Gerard Miles (5 februari 2021 - 9 juli 2024)
  - vacant (sinds 9 juli 2024)